# Con calma
«Con Calma» (с исп. — «Спокойно») — песня пуэрто-риканского рэпера Дэдди Янки, записанная при участии канадского рэпера Сноу. В качестве сингла была выпущена 24 января 2019 года на лейбле El Cartel Records вместе с музыкальным видео от режиссера Марлона Пенья. Трек является «переработанным» хит-синглом Сноу 1992 года «Informer», который провел семь недель на первом месте в чарте Billboard Hot 100. Песня была написана Дэдди Янки, Сноу и Хуаном Ривьерой, и была спродюсирована американским дуэтом Play-N-Skillz.
В коммерческом плане песня показала себя успешно, она возглавила чарты пятнадцати стран и вошла в топ-10 семи других. В Соединенных Штатах она достигла пика на сорок восьмом месте в чарте Billboard Hot 100 и на втором месте в чарте Hot Latin Songs.
Официальный ремикс с участием американской певицы Кэти Перри был анонсирован 17 апреля 2019 года и выпущен 19 апреля 2019 года.